# Manoir de Vauvineux
Le manoir de Vauvineux est une demeure des XIVe et XVIe siècles qui se dresse sur le territoire de la commune française de Pervenchères, dans le département de l'Orne, en région Normandie. L'édifice est partiellement inscrit au titre des monuments historiques.

## Localisation
Le manoir est situé à 1 km au nord-ouest du bourg de Pervenchères, dans le département français de l'Orne.

## Historique
Le manoir est construit en 1478 par Lorin de Cissé, sur la base des ruines du château-fort des Carrel. Il devient au XVIIe siècle la propriété des de Rohan. Il est par la suite transformé en ferme et la chapelle, datant du XVIe siècle, est transformée en grange sous la Révolution.
Le manoir possédait un troisième étage, lequel a été arasé au XIXe siècle[réf. nécessaire].

## Comté de Vauvineux
Le comté de Vauvineux comportait en 1781 en termes de droits seigneuriaux résiduels :
- terres, fiefs et seigneurie de Vauvineux ;
- la ferme de la Bourdonnière ;
- Montgaudry ;
- Couture à Viday (Vidal) ;
- Saint-Quentin Pervenchère ;
- Hautebiray ;
- les deux champs Villependue ;
- La Ferrière (Perrière).

Il est expressément mentionné sur l'acte de vente que le seigneur Louis Philippe Pottin (vendeur) pourra conserver et porter sa vie durant le titre de comte de Vauvineux. C'est pourquoi le seigneur Antoine de Gaston de Pollier (acheteur) ne portera pas le titre de comte de Vauvineux, mais seulement son fils Jean Albert, le comte Philippe Pottin (1739-1832) étant mort depuis longtemps.
Néanmoins, la famille Pottin continua à porter le titre de comte de Vauvineux illégitimement occasionnant un litige avec les Gaston de Pollier.

## Description
Le manoir des XIVe et XVIe siècles, tout du moins ce qu'il en reste, se présente sous la forme d'un logis flanqué d'une haute tour polygonale à usage d'escalier.

## Protection
Les façades et les toitures du manoir, la grande cheminée de l'étage et l'ancienne chapelle sont inscrites au titre des monuments historiques par arrêté du 24 mai 1974.